# Manu Paea
Pas d'image ? Cliquez ici

a Compétitions nationales et continentales officielles uniquement.

b Matchs officiels uniquement.
Dernière mise à jour le 3 décembre 2023.
Manu Paea, né le 17 décembre 2001 à Auckland (Nouvelle-Zélande), est un joueur international tongien d'origine néo-zélandaise de rugby à XV évoluant au poste de demi de mêlée.

## Biographie

### Jeunesse et formation
Manu Paea naît à Auckland, il est tout d'abord scolarisé au sein du Otahuhu College (en), avant de rejoindre la Rotorua Boys' High School (en) dans la Baie de l'Abondance où il joue pour l'équipe de rugby à XV de l'établissement.
À la fin de ses études, il retourne à Auckland et intègre le programme de l'Academy (centre de formation) d'Auckland et des Blues,. En parallèle, il évolue pour le Eden Rugby Club (en) et remporte en juillet 2021 le premier Gallaher Shield (en) de l'histoire du club en 99 ans d'existence, mais ne dispute pas la finale.

### Carrière en club
À l'issue de cette saison, il rejoint la province de Northland pour l'édition 2021 du National Provincial Championship (NPC) afin de pallier des blessures au sein de l'effectif mais il ne dispute cependant aucune rencontre,.
En 2022, il intègre l'équipe des Moana Pasifika pour jouer dans leur saison inaugurale de Super Rugby,. Il fait sa première apparition en professionnel lors d'un match contre les Hurricanes lors de la sixième journée. Il prend part à trois autres rencontres durant la saison.
Durant l'été 2022, il est inclus au sein de l'effectif d'Auckland pour la saison de NPC. Il joue son premier match avec eux lors de la première journée face à North Harbour. Durant la saison, il dispute huit rencontres, dont une en qualité de titulaire.
L'année suivante, il fait de nouveau partie de l'effectif des Moana Pasifika pour la saison 2023 de Super Rugby. Pendant la saison, il gagne en temps de jeu et connaît notamment sa première titularisation dans la compétition face aux Chiefs. Au total, il prend part à huit rencontres et est titulaire à une reprise.

### Carrière internationale
Durant l'été 2021, il est sélectionné avec l'équipe de Nouvelle-Zélande des moins de 20 ans afin d'affronter des équipes bis de Wellington, des Harlequins, de Tasman ainsi que les Îles Cook,,.
Fin mai 2022, en vertu de ses origines tongiennes, il est convoqué pour la première fois avec l'équipe des Tonga afin de disputer la Coupe des Nations du Pacifique, ainsi que le barrage Asie/Océanie pour les qualifications de la Coupe du monde 2023 au mois de juillet. Il connaît sa première cape internationale lors de la première journée de la Coupe des Nations du Pacifique face aux Fidji. Lors du barrage de qualification pour la Coupe du monde, il est remplaçant et participe à la victoire 44 à 22 des siens contre Hong Kong,, synonyme de qualification pour la prochaine Coupe du monde en France.
En août 2023, il est sélectionné pour disputer la Coupe du monde 2023. Durant la compétition, il dispute une rencontre face à la Roumanie lors du dernier match de poule.

## Statistiques en équipe nationale
- 10 sélections avec l'équipe des Tonga, dont 1 en tant que titulaire.
- Participant à la Coupe du monde 2023 (1 match)[3].